# Automitrailleuse Daimler

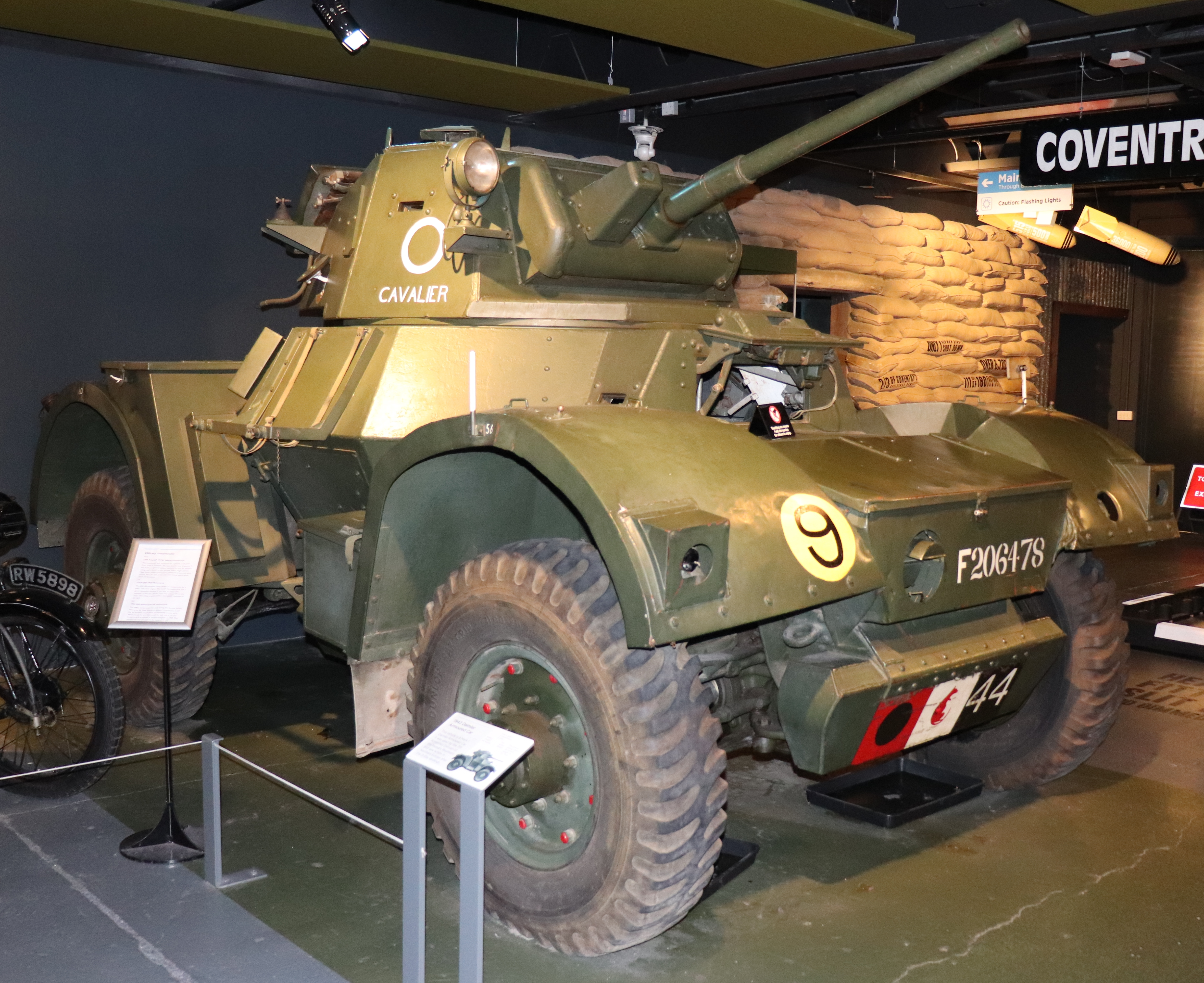
Daimler Armoured Car Mark 1 dans un musée.

La Daimler Armoured Car est une automitrailleuse blindée britannique de la Seconde Guerre mondiale.

## Historique
Les prototypes sont fabriqués en 1939. Les véhicules de séries entrent en service mi-1941 et resteront en service jusqu'au années 1950 dans nombre de pays.